# BugTracker.NET
BugTracker .NET — свободная реализация системы баг-трекинга на платформе .NET.
BugTracker .NET является бесплатной системой Free Software с открытым исходным кодом Open Source и распространяется под лицензией GNU General Public License.
Основными преимуществами этой системы являются простота и удобство работы, минимизация использования программирования при настройке и в то же время открытый исходный код.
Базовая функциональность системы содержит функциональность баг-трекинга.

## История проекта
Проект основался в 2002 году и поддерживается автором и на текущий момент.

## Основные особенности BugTracker .NET
- Открытый исходный код.
- Низкая стоимость внедрения, владения и технического сопровождения системы за счёт отсутствия затрат на приобретение лицензий.
- Полнофункциональный веб-интерфейс.
- Общая информационная база для всех модулей системы.

## Архитектура системы
Стандартная трёхзвенная архитектура клиент-сервер. В качестве СУБД используется MS SQL Server.

## Технологии
- Язык реализации C#
- MS SQL Server

## Функциональные возможности
- Ведение списка проектов
- Интеграция c email
- Различные механизмы аутентификации пользователей
- Трекинг багов и задач
- Гибкая возможность настройки категорий для issue-трекинга
- Функциональность отчётов
- Функциональность Dashboard
- Возможность добавления к категориям новых полей

Открытость исходного кода системы позволяет настроить использование данной системы для учёта рабочего времени сотрудников организации.